# 4952 Kibeshigemaro
4952 Kibeshigemaro је астероид главног астероидног појаса са средњом удаљеношћу од Сунца која износи 3,156 астрономских јединица (АЈ).
Апсолутна магнитуда астероида је 11,5.